# Psectrotanypus varius
Psectrotanypus varius är en tvåvingeart som först beskrevs av Fabricius 1787.  Psectrotanypus varius ingår i släktet Psectrotanypus, och familjen fjädermyggor. Arten är reproducerande i Sverige.